# Pherusa falcata
Pherusa falcata är en ringmaskart som beskrevs av Carl Støp-Bowitz 1948. Pherusa falcata ingår i släktet Pherusa och familjen Flabelligeridae. Arten är reproducerande i Sverige. Inga underarter finns listade i Catalogue of Life.